# Nelė Žilinskienė
Nelė Žilinskienė (née Savickytė le 29 décembre 1969 à Telšiai) est une athlète lituanienne, spécialiste du saut en hauteur. 

## Biographie
Deuxième des Universiades d'été de 1993, elle remporte la médaille de bronze au cours des Championnats d'Europe de 1994, à Helsinki, devancée par la Slovène Britta Bilač et la Russe Yelena Gulyayeva. Elle franchit à trois reprises la barre des 1,96 m, la dernière fois en finale des Jeux olympiques de 1996 à Atlanta, où elle se classe 5e du concours.

## Palmarès
| Date | Compétition                    | Lieu     | Résultat | Marque |
| ---- | ------------------------------ | -------- | -------- | ------ |
| 1993 | Championnats du monde en salle | Toronto  | 11e      |        |
| 1993 | Universiade                    | Buffalo  | 2e       | 1,95 m |
| 1994 | Championnats d'Europe          | Helsinki | 3e       | 1,93 m |
| 1995 | Championnats du monde          | Göteborg | 8e       | 1,93 m |
| 1996 | Championnats d'Europe en salle | La Haye  | 4e       | 1,94 m |
| 1996 | Jeux olympiques                | Atlanta  | 5e       | 1,96 m |
| 1997 | Championnats du monde en salle | Paris    | 6e       | 1,95 m |
| 2000 | Jeux olympiques                | Sydney   | qual.    | 1,89 m |

## Records
| Épreuve         | Épreuve   | Performance | Lieu                      | Date                                   |
| --------------- | --------- | ----------- | ------------------------- | -------------------------------------- |
| Saut en hauteur | Plein air | 1,96 m      | Vilnius São Paulo Atlanta | 2 juillet 1994 14 mai 1995 3 août 1996 |
| Saut en hauteur | Salle     | 1,95 m      | Brno Paris                | 7 février 1997 8 mars 1997             |